# Puls

Doporučené body pro hodnocení pulsu

Srdeční tep je způsoben činností srdce během vypuzení krve z levé srdeční komory

Puls neboli tep je tlaková vlna, která je vyvolaná vypuzením krve z levé srdeční komory do srdečnice (aorty), odkud se šíří dalšími tepnami do celého těla. V lékařství série těchto vln odpovídá srdečnímu rytmu a frekvenci.
Puls lze nahmatat na větších tepnách blízkých povrchu těla, nejčastější tepnou pro měření pulsu je krkavice (arteria carotis), vřetenní tepna (arteria radialis), zápěstní tepna (arteria ulnaris), při nedostatečném dokrvovaní horních končetin se používá pažní tepna (arteria brachialis) a na dolních končetinách stehenní tepna (arteria femoralis).

## Problémy s pulsem
Průměrný srdeční puls má hodnotu kolem 75 úderů za minutu u mužů a okolo 82 u žen, může být ale i nižší a nemusí to být známkou onemocnění. Nižší hodnota pulsu se obvykle vyskytuje u atletů, kteří mají silná srdce schopná přečerpat větší množství krve – hodnota se pak může pohybovat kolem 40 úderů za minutu.
U lidí, kteří trpí závratěmi nebo ztrátami vědomí, může nízký puls signalizovat srdeční blok. Jedná se o stav, kdy dochází k zablokování elektrického impulsu, bez jehož pomoci nemůže srdce bít. Při zpomalení srdeční frekvence, kdy klesne srdeční puls pod 60 úderů za minutu, mluvíme o tzv. bradykardii. Naopak při zrychlení srdeční frekvence (srdeční puls nad 95 úderů za minutu) mluvíme o tzv. tachykardii.

## Tepová frekvence u lidí
Tepová frekvence udává počet tepů srdce za minutu. Tepovou frekvenci využívají hlavně sportovci.

### Rozeznáváme
1. Klidová tepová frekvence
2. Aktuální tepová frekvence
3. Maximální tepová frekvence

### Klidová tepová frekvence
Průměrná klidová frekvence je 65 tepů za minutu, přičemž 95 % mužů má klidovou hodnotu mezi 50 a 80 tepy za minutu a ženy mírně vyšší. Nejnižší klidovou tepovou frekvenci mají lidé s BMI kolem 22 a ti co spí mírně přes 7 hodin denně.

### Výpočet maximální bezpečné tepové frekvence
Při sportovních výkonech a v medicíně se určuje přibližná hodnota tepové frekvence, při které lidské srdce přestává být schopno se efektivně naplnit. Při překročení této hodnoty dochází k snižování minutového srdečního výdeje (srdce vypuzuje méně krve než při nižší frekvenci), srdce tedy začíná selhávat.
- Pro muže je přibližně (dle fyzických parametrů, trénovanosti atd.) dle vzorce: 214 − (věk × 0,8)
- Pro ženy je přibližně (dle fyzických parametrů, trénovanosti atd.): 209 − (věk × 0,7)

Tedy pro muže ve věku 50 let je přibližně 174 tepů za minutu.